# Edward Whittemore
Edward Whittemore, född 26 maj 1933 i Manchester, New Hampshire, död 3 augusti 1995, var en amerikansk romanförfattare.